# Zmarli w maju 2014

## Maj 2014
- 31 maja
  - Leon Gumański – polski profesor logiki matematycznej[1]
  - Martha Hyer – amerykańska aktorka[2]
  - Mary Soames – brytyjska arystokratka[3]
- 30 maja
  - Henning Carlsen – duński reżyser filmowy[4]
  - Joan Lorring – amerykańska aktorka[5]
  - Eugenio George Lafita – kubański trener siatkówki[6]
- 29 maja
  - Karlheinz Böhm – austriacki aktor[7]
- 28 maja
  - Maya Angelou – afroamerykańska poetka, pisarka i aktorka[8]
  - Pierre Bernard – francuski piłkarz[9]
  - Stan Crowther – angielski piłkarz[10]
  - Malcolm Glazer – amerykański biznesmen, właściciel klubów sportowych[11]
  - David Nadien – amerykański skrzypek[12]
  - Azlan Muhibbuddin Shah – malezyjski monarcha[13]
- 27 maja
  - Thomas Bourke – australijski rugbysta[14]
- 26 maja
  - Anna Berger – amerykańska aktorka[15]
- 25 maja
  - Lee Chamberlin – amerykańska aktorka[16]
  - Wojciech Jaruzelski – polski polityk i dowódca wojskowy, działacz komunistyczny, prezydent PRL (1989) i prezydent RP (1989–1990)[17]
  - Herb Jeffries – amerykański aktor, piosenkarz jazzowy i country[18]
  - Toaripi Lauti – tuwalski polityk, pierwszy premier kraju[19]
  - Matthew Saad Muhammad – amerykański bokser[20]
  - Washington César Santos – brazylijski piłkarz[21]
  - Malcolm Simmons – brytyjski żużlowiec[22]
- 24 maja
  - David Allen – angielski krykiecista[23]
  - Michael Gottlieb – amerykański reżyser i scenarzysta filmowy oraz producent gier wideo[24]
  - Nitya Pibulsongkram – tajlandzki polityk, minister spraw zagranicznych[19]
  - Stefan Sękowski – polski chemik, popularyzator nauki[25]
- 23 maja
  - Joel Camargo – brazylijski piłkarz[26]
  - Mona Freeman – amerykańska aktorka[27]
  - Walter Romberg – niemiecki polityk i matematyk, poseł do Volkskammer, minister finansów NRD (1990)[28]
  - Dragoljub Velimirović – serbski szachista[29]
- 22 maja
  - Imre Gedővári – węgierski szermierz[30]
  - Bronisław Wójcik – polski działacz partyjny i państwowy, wicewojewoda krośnieński (1975–1979)[31]
- 21 maja
  - Duncan Cole – nowozelandzki piłkarz[32]
  - Jaime Lusinchi – wenezuelski lekarz, pediatra, polityk, prezydent Wenezueli w latach 1984–1989[33]
  - Paweł Maria Niemkiewicz – polski samorządowiec i działacz opozycyjny w PRL, wicewojewoda przemyski (1990)[34]
  - Ali Reza Solejmani – irański zapaśnik[35]
- 20 maja
  - Sandra Bem – amerykańska psycholog, publicystka[36]
  - Sławomir Błaut – polski tłumacz[37]
  - Ross Brown – nowozelandzki rugbysta[38]
  - Tadeusz Dominik – polski malarz, grafik, rzeźbiarz, twórca tkanin artystycznych i ceramik[39]
  - Barbara Murray – angielska aktorka[40]
- 19 maja
  - Simon Andrews – brytyjski motocyklista wyścigowy[41]
  - Jack Brabham – australijski kierowca wyścigowy; trzykrotny mistrz Formuły 1[42]
  - Andrzej Czcibor-Piotrowski – polski poeta, prozaik, tłumacz[43]
  - Henryk Górski – polski polityk, samorządowiec, senator VI, VII i VIII kadencji[44]
  - Sam Greenlee – amerykański pisarz i poeta[45]
  - Zbigniew Pietrzykowski – polski bokser, czterokrotny mistrz Europy, trzykrotny medalista olimpijski, trener, poseł na Sejm II kadencji[46]
  - Phil Sharpe – angielski krykiecista[47]
  - Władysław Trybus – polski działacz ludowy i rolnik, poseł na Sejm PRL (1969–1980), przewodniczący Prezydium WRN w Nowym Sączu (1984–1988)[48]
- 18 maja
  - Chris Bowler – angielska aktorka, reżyserka, menedżer sztuki[49]
  - Dobrica Ćosić – serbski pisarz, polityk, pierwszy prezydent Federalnej Republiki Jugosławii w latach 1992–1993[50]
  - Jerry Vale – amerykański piosenkarz włoskiego pochodzenia[51]
  - Gordon Willis – amerykański operator filmowy[52]
- 17 maja
  - Gerald Edelman – amerykański biolog molekularny i biochemik, laureat Nagrody Nobla (1972)[53]
  - Stanisław Marczuk – polski inżynier rolnictwa, przewodniczący Prezydium WRN w Białej Podlaskiej (1981–1984), wicewojewoda bialskopodlaski (1984–1990)[54]
  - Douangchay Phichith – laotański polityk, minister obrony[19]
  - Anna Pollatou – grecka gimnastyczka artystyczna, brązowa medalistka igrzysk olimpijskich w Sydney (2000)[55]
- 16 maja
  - Anna Dębska – polska rzeźbiarka[56]
  - Allan Folsom – amerykański pisarz i scenarzysta[57]
  - Marek Nowakowski – polski pisarz, publicysta, scenarzysta i aktor[58]
- 15 maja
  - Jean-Luc Dehaene – belgijski polityk, premier Belgii w latach 1992–1999[59]
  - Jan Mucha – polski żużlowiec[60]
  - Jean Oury – francuski psychiatra, psychoanalityk[61]
  - Remigiusz Popowski – polski duchowny katolicki, językoznawca[62]
- 14 maja
  - Wolfgang Heyl – wschodnioniemiecki polityk i działacz gospodarczy, p.o. przewodniczącego Unii Chrześcijańsko-Demokratycznej w NRD (1989)[63]
  - Maceo Wyro – polski muzyk awangardowy, DJ[64]
  - Czesław Mużacz – polski wojskowy, dowódca partyzancki[65]
- 13 maja
  - Máximo Alcócer – boliwijski piłkarz[66]
  - Malik Bendjelloul – szwedzki reżyser filmowy, autor Oskarowego Sugar Mana[67]
  - Anthony Villanueva – filipiński bokser[68]
  - Tessa Watts – angielska producentka muzyczna i filmowa[69]
- 12 maja
  - Charalambos Angurakis – grecki polityk, eurodeputowany[70]
  - Marco Cé – włoski duchowny katolicki, patriarcha Wenecji, kardynał[71]
  - Billie Fleming – angielska kolarka szosowa, długodystansowiec[72]
  - Hans Rudolf Giger – szwajcarski malarz i projektant[73]
  - Wiesław Hagedorny – polski dziennikarz, publicysta i wydawca[74]
  - Hugh McLeod – szkocki rugbysta, trener i działacz sportowy[75]
  - A.J. Watson – amerykański konstruktor samochodowy[76]
- 11 maja
  - Urszula Borkowska – polska urszulanka, profesor zwyczajny historii[77]
  - Reg Gasnier – australijski rugbysta i trener[78]
  - Camille Lepage – francuska fotoreporterka[79]
  - Margareta Pogonat – rumuńska aktorka[80]
- 10 maja
  - Yeso Amalfi – brazylijski piłkarz[81]
  - Gene Chyzowych – amerykański piłkarz, trener[82]
  - Ewa Gierat – polska społeczniczka, harcerka, autorka harcerskich książek, harcmistrzyni[83]
  - Patrick Lucey – amerykański polityk, gubernator stanu Wisconsin[84]
- 9 maja
  - Józef Bańkowski – polski polityk[85]
  - Giacomo Bini – włoski duchowny katolicki, franciszkanin, teolog[86]
  - N. Janardhana Reddy – indyjski polityk, premier stanu Andhra Pradesh[19]
  - Harlan Mathews – amerykański polityk[87]
  - Mel Patton – amerykański lekkoatleta, sprinter[88]
  - Mary Stewart – angielska pisarka[89]
  - Joe Wilder – amerykański trębacz i kompozytor jazzowy[90]
  - Stanisław Zaczkowski – polski milicjant, komendant główny MO, wiceminister spraw wewnętrznych, ambasador PRL/RP w Mongolii[91]
- 8 maja
  - Maria Białobrzeska – polska aktorka[92]
  - Yago Lamela – hiszpański lekkoatleta[93]
  - Nancy Malone – amerykańska aktorka i reżyserka telewizyjna[94]
  - Joseph Teasdale – amerykański polityk, gubernator stanu Missouri[19]
- 7 maja
  - Neville McNamara – australijski wojskowy, marszałek lotnictwa[95]
  - Eugeniusz Trzepizur – polski dyplomata i polityk, ambasador w Urugwaju (1987–1990)[96]
- 6 maja
  - Wil Albeda – holenderski polityk, ekonomista[97]
  - Jimmy Ellis – amerykański bokser, zawodowy mistrz świata wagi ciężkiej organizacji WBA[98]
  - Antony Hopkins – angielski kompozytor, pianista, dyrygent[99]
  - Maria Lassnig – austriacka malarka[100]
  - Farley Mowat – kanadyjski pisarz[101]
- 5 maja
  - István Major – węgierski lekkoatleta, skoczek wzwyż[102]
  - Jerzy Zaniemojski – polski adwokat, zastępca członka Trybunału Stanu (1989–1991)[103]
- 4 maja
  - Toimi Alatalo – fiński biegacz narciarski[104]
  - Elena Baltacha – brytyjska tenisistka[105]
  - Jean-Paul Ngoupande – środkowoafrykański polityk, premier kraju w latach 1996-1997[19]
  - Al Pease – kanadyjski kierowca wyścigowy[106]
  - Tatjana Samojłowa – rosyjska aktorka[107]
  - Tony Settember – amerykański kierowca wyścigowy[108]
  - Bohdan Skaradziński – polski publicysta, pisarz i działacz społeczny[109]
- 3 maja
  - Gary Becker – amerykański ekonomista, laureat Nagrody Banku Szwecji im. Alfreda Nobla w dziedzinie ekonomii (1992)[110]
  - Leslie Carlson – amerykański aktor[111]
  - Jim Oberstar – amerykański polityk[112]
  - Mieczysław Sirko – polski kartograf[113]
  - José Veiga Simão – portugalski fizyk i polityk, profesor, minister edukacji (1970–1974), przemysłu i energii (1983–1985) oraz obrony narodowej (1997–1999)[114]
- 2 maja
  - Jessica Cleaves – amerykańska piosenkarka i autorka tekstów, członkini grupy muzycznej The Friends of Distinction[115]
  - John Dolibois – amerykański dyplomata i wojskowy[116]
  - Sonia Dybova-Jachowicz – polska geolog, prof. zw. dr hab.[117]
  - Elio Guzzanti – włoski lekarz, profesor, minister zdrowia w latach 1995-1996[118]
  - Anwar Khan – pakistański hokeista na trawie[119]
  - Charles Marowitz – amerykański krytyk, reżyser teatralny i dramaturg[120]
  - Žarko Petan – słoweński pisarz[121]
  - Mohammad Reza Lotfi – irański muzyk, znany z gry na Tarze w klasycznej muzyce perskiej[122]
  - Nigel Stepney – brytyjski mechanik, były szef mechaników teamu Formuły 1 Ferrari[123]
  - Efrem Zimbalist Jr. – amerykański aktor[124]
  - Siergiej Żurikow – ukraiński separatysta, przywódca Ludowej Milicji Donbasu[125]
- 1 maja
  - Juan de Dios Castillo – meksykański piłkarz i trener[126]
  - Chou Meng-tieh – tajwański poeta, pisarz[127]
  - Asi Dajan – izraelski reżyser, aktor, scenarzysta i producent filmowy[128]
  - Juan Formell – kubański muzyk, basista, kompozytor, założyciel i lider grupy muzycznej Los Van Van[129]
  - Andreas Gerwig – szwajcarski prawnik i polityk[130]
  - Seah Leong Peng – malezyjski polityk[131]
  - Jerzy Lorens – polski polityk[132]
  - Heinz Schenk – niemiecki prezenter telewizyjny, aktor i komik[133]
  - Howard Smith – amerykański producent, reżyser i aktor filmowy, dziennikarz[134]
  - Georg Stollenwerk – niemiecki piłkarz i trener[135]
  - Włodzimierz Szomański – polski muzyk, kompozytor, pedagog i aranżer, założyciel i lider grupy muzycznej Spirituals Singers Band[136]
  - Eli Woods – angielski aktor komediowy[137]
  - Kōji Yada – japoński aktor głosowy[138]